# Senio
Senio is een bestuurslaag in het regentschap Simalungun van de provincie Noord-Sumatra, Indonesië. Senio telt 2320 inwoners (volkstelling 2010).